# Louis Thérèse David de Pénanrun
Louis Thérèse David de Pénanrun est un architecte français né le 25 mai 1831 dans l'ancienne commune de Batignolles-Monceau, et mort à Paris le 30 mars 1899.

## Biographie
Fils de Claude René Jacques David de Pénanrun (1799- ?), directeur des douanes, et de Françoise Félicité Bocquet d'Anthenay.
Élève de l'École nationale des Beaux-Arts, inspecteur des bâtiments civils et des travaux de la ville de Paris, membre de la Société centrale des architectes français et expert au tribunal de première instance de la Seine. Disciple de Victor Baltard, il a édifié l'hôtel de Pomereu (63-67 rue de Lille à Paris) en 1872-1873, la sous-station électrique du 26 rue Saint-Roch (Paris), ainsi qu'une chapelle funéraire au Héron (Seine-Maritime) en 1868 pour la famille de Pomereu d'Aligre.
À Thaix (Nièvre), la demeure dite château de l'Échelle est de sa réalisation ; mais elle a été détruite par un incendie en 1936. 
Son agence était installée 22, place Vendôme à Paris.

## Publications
- Les Architectes et leurs rapports avec les propriétaires et les entrepreneurs, Marescq, Paris, 1892
- avec Edmond Delaire, Dictionnaire des architectes élèves de l'école des Beaux-Arts 1819-1894, Chaix, Paris, 1895
- Louis Thérèse David de Pénanrun, Edmond Delaire et Louis François Roux (préf. Jean-Louis Pascal), Les Architectes élèves de l'école des beaux-arts : 1793-1907, Paris, Librairie de la construction moderne, 1907, 2e éd., 484 p., in-octavo (OCLC 2406376, BNF 31999366, lire en ligne).